# Mark Ałdanow
Mark Ałdanow (właśc. Mordchaj-Markus Izrailewicz Landau, Marek Aleksandrowicz Landau, ros.: Алданов Марк Александрович, ur. 26 października?/7 listopada 1886 w Kijowie, zm. 25 lutego 1957 w Nicei), emigracyjny rosyjski pisarz, znany głównie jako autor powieści historycznych.
Urodził się w rodzinie bogatych fabrykantów. Na Uniwersytecie Kijowskim studiował na wydziale fizyczno-matematycznym, oraz prawo. W 1919, po rewolucji październikowej wyemigrował do Francji. W latach 1922–1924 przebywał w Berlinie, zaś w latach 1941–1946 w USA. 
Popularność zdobył powieścią biograficzną o Włodzimierzu Leninie, która została przetłumaczona na kilka języków. Jednak sławę przyniosły mu tetralogie: o rewolucji francuskiej, która w jego oczach była źródłem i zapowiedzią rewolucji bolszewickiej, oraz o Napoleonie. Napisał szesnaście większych dzieł literackich, oraz wiele esejów i artykułów publicystycznych.
Pośmiertnie wydano jego korespondencję z Vladimirem Nabokovem, Iwanem Buninem, Aleksandrem Kiereńskim i wieloma innymi osobistościami rosyjskiej emigracji porewolucyjnej. 
W 1951 wszystkie jego utwory zostały wycofane z polskich bibliotek oraz objęte cenzurą.

## Dzieła
- The Ninth Termidor
- The Devil's Bridge
- The Conspiracy
- St. Helena: Little Island